# ТЕЦ Яніково-Сода
52°46′1″ пн. ш. 18°6′37″ сх. д. / 52.76694° пн. ш. 18.11028° сх. д.
ТЕЦ Яніково-Сода — теплоелектроцентраль у центральній частині Польщі, за чотири десятки кілометрів на південь від Бидгощі.
ТЕЦ належить до комплексу споруд содового заводу. В її складі станом на середину 2010-х діяло дві станції:
- ЕС-1 з трьома паровими котлами CKTI-85/M, модернізованими із первісного варіанту CKTI-75. Вони живлять турбіни AR4-3 (випускались чеським Першим Брненським машинобудівним заводом) та ТР6/8 (продукція ельблонзької компанії Zamech);
- ЕС-2 з двома паровими котлами ОР-140, постаченими компанією Rafako із Рацибужа. Вони живлять турбіни № 4 та № 5, котрі відносяться до типів Lang 16,2 та Lang 20,5 (продукція угорської компанії Lang).[1]

Загальна номінальна потужність станції становить 56 МВт при фактичній 34,8 МВт.